# Irish Republican Army
L'Irish Republican Army ("Esercito Repubblicano Irlandese", IRA) (in gaelico irlandese Óglaigh na hÉireann, in italiano "Volontari d'Irlanda"), a volte indicata come Old IRA (Vecchia IRA), era un'organizzazione militare nata dai Volontari Irlandesi (Irish Volunteers), che nel 1919 il Dáil Éireann riconobbe come esercito della Repubblica Irlandese, proclamata durante la Rivolta di Pasqua del 1916 e riaffermata dal Dáil nel gennaio 1919. Come tale, l'IRA combatté nella Guerra d'indipendenza contro le forze britanniche. Dopo la firma del Trattato anglo-irlandese nel 1921, i membri dell'IRA che lo avevano approvato formarono il nucleo dell'esercito nazionale, fondato nel 1922 dal leader dell'IRA Michael Collins. Anche se la parte dell'IRA contraria al Trattato continuò ad esistere dopo la sconfitta nella Guerra civile irlandese, a partire dagli anni trenta perse gran parte del favore che i repubblicani dell'isola le avevano inizialmente accordato.
Nessuna delle organizzazioni che, nei decenni successivi, hanno assunto il nome di Irish Republican Army con il proposito di proclamarsi legittime eredi dell'Esercito repubblicano ha visto le sue rivendicazioni accolte dal Dáil Éireann. Nei fatti, solo una parte minoritaria della popolazione irlandese ritiene che queste organizzazioni continuino la tradizione politica dell'Irish Republican Army al tempo della Guerra d'indipendenza. Per meglio distinguerlo dall'esercito regolare della Repubblica d'Irlanda e dalle organizzazioni che in seguito hanno usato e usano (Provisional IRA, Continuity IRA, Official IRA e Real IRA) lo stesso nome, l'esercito repubblicano viene anche definito Old IRA.

## Origini
Il Repubblicanesimo irlandese militante, come ideologia, ha una lunga storia, dagli United Irishmen (Irlandesi Uniti) del protestante Theobald Wolfe Tone, responsabili delle ribellioni del 1798 e del 1803, alla rivolta della Giovane Irlanda del 1848, scoppiata in seguito alla Grande carestia irlandese, causata da un'epidemia di peste delle patate gestita in maniera equivoca dal governo britannico che decimò la popolazione irlandese costringendo più di un milione di persone a emigrare negli Stati Uniti; a questi due episodi si aggiunge la rivolta "feniana" della IRB (Irish Republican Brotherhood), la Fratellanza Repubblicana Irlandese, nel 1867. Inoltre i metodi dell'IRA vennero in qualche modo ispirati dalle tradizioni delle società segrete irlandesi, come i Defenders, i Ribbonmen e i sostenitori della Irish Land League.
L'acronimo IRA venne usato per la prima volta in America dall'organizzazione chiamata IRB (nota anche come Fratellanza Feniana, termine questo derivato dalla parola gaelica Fianna che vuol dire soldati, guerrieri). Questa Irish Republican Army degli anni 1860 comprendeva le forze paramilitari dei Feniani statunitensi, organizzate in alcuni reggimenti. Soldati Feniani che indossavano le insegne dell'IRA combatterono nella battaglia di Ridgeway (2 giugno 1866). Comunque il termine Irish Republican Army, inteso nel suo senso moderno, venne usato per la prima volta nel secondo decennio del XX secolo, per indicare le forze ribelli degli Irish Volunteers (Volontari Irlandesi) e della Irish Citizen Army, durante la Rivolta di Pasqua. Venne in seguito e più comunemente usato per quei volontari che combatterono una campagna di guerriglia nel 1919-1921, in supporto alla Repubblica d'Irlanda, dichiarata nel 1919 dal Primo Dáil.

### Antefatti: la Home Rule e i Volontari
La violenza politica che scoppiò in Irlanda tra il 1916 e il 1923, aveva le sue origini nelle richieste del nazionalismo irlandese per l'indipendenza dalla Gran Bretagna, e nella resistenza unionista a queste richieste. Entro il 1914, la questione giunse ad una impasse, con il governo britannico pronto a concedere la Home Rule o l'autogoverno all'Irlanda. Ciò portò alla formazione di milizie armate unioniste e nazionaliste, rispettivamente la Volontari dell'Ulster e i Volontari Irlandesi.
Il Government of Ireland Act del 1914, più generalmente noto come Third Home Rule Act, fu un atto approvato dal parlamento britannico nel maggio 1914, che cercava di dare all'Irlanda un governo autonomo all'interno del Regno Unito di Gran Bretagna e Irlanda. Anche se ricevette l'assenso reale nel settembre del 1914, la sua implementazione venne rinviata fino a dopo la prima guerra mondiale, con il timore che l'opposizione alla Home Rule da parte degli Unionisti irlandesi e il contrabbando illegale di armi da parte dell'Ulster Volunteer Force e dei Volontari Irlandesi, avrebbero portato alla guerra civile.
La questione venne temporaneamente ritardata dallo scoppio della prima guerra mondiale nell'agosto del 1914. I Volontari Irlandesi si divisero, con i National Volunteers, forti di oltre 100.000 membri e guidati dal leader del Partito Parlamentare Irlandese, John Redmond che erano pronti ad accettare le promesse britanniche di concedere l'Home Rule, e circa 20.000 di essi servirono in guerra per l'esercito britannico. Dall'altra parte circa 12.000 Volontari, guidati dal presidente della Gaelic League, Eoin MacNeill, infiltrati dalla segreta Fratellanza Repubblicana Irlandese, si rifiutarono di unirsi allo sforzo bellico britannico e mantennero il nome di Volontari Irlandesi. Mentre MacNeill intendeva usare la forza solo per resistere all'imposizione della coscrizione in Irlanda, gli uomini della IRB intendevano lanciare una ribellione armata per conseguire l'indipendenza irlandese.
Una organizzazione più piccola, la Irish Citizen Army - in origine un'associazione di difesa dei lavoratori guidata dal socialista James Connolly - stava progettando indipendentemente la propria rivolta. Per evitare confusioni, l'IRB cooptò Connolly nel suo Consiglio Supremo nel 1915. McNeill venne invece tenuto all'oscuro dei piani per l'insurrezione.

### Rivolta di Pasqua

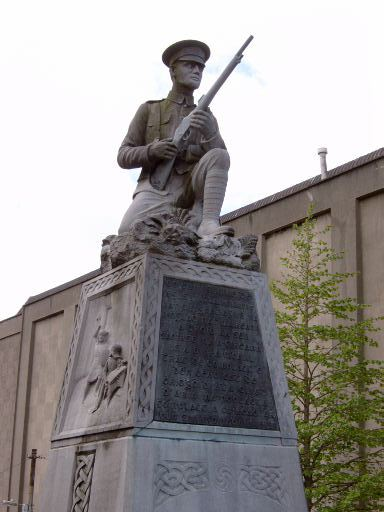
Memoria ai caduti della guerra d'indipendenza, Dublino

Le armi dovevano essere fornite dalla Germania sotto gli auspici di un diplomatico britannico di origine irlandese, Sir Roger Casement; si organizzò una spedizione navale che comprendeva oltre 20.000 fucili e 10 mitragliatrici. Il piano venne scoperto il 21 aprile 1916 e le armi andarono perse quando la nave che le trasportava, la Aud, venne affondata per impedire che queste finissero in mano ai ribelli. Casement venne arrestato, il venerdì Santo del 1916, mentre sbarcava sulla spiaggia di Banna Strand, nella contea di Kerry (questo episodio ha ispirato una delle più famose ballate tradizionali irlandesi, Lonely Banna Strand).
La rivolta scoppiò il 24 aprile 1916, il lunedì di Pasqua. Eoin MacNeill, il leader dei Volontari, aveva saputo del piano all'ultimo minuto ed emise un contrordine alle unità di Volontari sparse per il paese. Come risultato meno di 2.000 Volontari su circa 12.000 si presentarono. Il piano della IRB era di prendere il controllo di un'area circoscritta del centro di Dublino e di lanciare rivolte simultanee in tutto il paese. Nell'occasione, la rivolta consistette in una settimana di combattimenti nelle strade della capitale irlandese, passata la quale i ribelli si arresero. I britannici usarono una forza soverchiante, comprendente oltre 16.000 uomini, artiglieria e una cannoniera navale, per sedare la ribellione. Più della metà delle circa 500 vittime furono civili rimasti presi nel fuoco incrociato.
I capi della rivolta occuparono il General Post Office (GPO), issando una bandiera verde con la scritta 'Irish Republic', e proclamando l'indipendenza per l'Irlanda. Anche se la rivolta divenne in seguito un episodio celebrato dai nazionalisti irlandesi, fu molto impopolare all'epoca. I Volontari ribelli erano una fazione di minoranza tra i nazionalisti irlandesi e fino a 200.000 uomini stavano prestando servizio a fianco dei britannici nel primo conflitto mondiale. Inoltre, l'opinione pubblica incolpò principalmente i ribelli per le morti e la distruzione causate nei combattimenti. Dopo la rivolta, i dublinesi sputarono e lanciarono pietre ai ribelli, e vuotarono i pitali su di loro mentre in colonna venivano fatti marciare verso le navi che li avrebbero portati nei campi di internamento in Galles.
Ad ogni modo, l'opinione pubblica si spostò progressivamente dalla parte dei ribelli nei due anni seguenti. Inizialmente ciò fu provocato dalla repulsione per le esecuzioni sommarie, nel carcere di Kilmainham a Dublino, di 16 ribelli, considerati i capi della rivolta (James Connolly, incapace di stare in piedi per la gangrena a una gamba ferita, venne fucilato legato a una sedia). Come descrisse un osservatore, "il prolungato processo di esecuzione dei capi della rivolta, fu come guardare filtrare il sangue da dietro una porta chiusa." L'opinione pubblica si spostò ancor più in favore dei repubblicani nel 1917-1918 a causa del tentativo britannico di imporre la coscrizione in Irlanda per sostenere il suo pesante sforzo bellico. Nel 1917 ciò era estremamente impopolare in Irlanda, a causa delle pesanti perdite che si registravano sul fronte occidentale. Tornati dai campi d'internamento, i reduci della rivolta presero il controllo del Sinn Féin, un piccolo partito nazionalista guidato da Arthur Griffith che cedette la guida del partito a Éamon de Valera, l'unico dei comandanti della rivolta che non era stato giustiziato grazie alla sua cittadinanza statunitense.
Tra il 1916 e il 1918 il Sinn Féin ottenne alcune vittorie in elezioni suppletive, rafforzandosi sempre più fino a quando, nelle elezioni generali del 1918 ottenne una vittoria decisiva, conquistando la maggioranza assoluta dei seggi irlandesi. I membri del parlamento del Sinn Féin si ritirarono dal parlamento britannico e dichiararono la Repubblica Irlandese nella Mansion House di Dublino dove si riunirono dando vita al primo Dáil Éireann. A quel punto i Volontari Irlandesi, noti in gaelico come Oghlaigh na hEireann, vennero riorganizzati sotto la guida di Michael Collins e cominciarono a essere chiamati Irish Republican Army.

## La nascita dell'IRA dopo la Rivolta di Pasqua
I primi passi verso la riorganizzazione dei Volontari Irlandesi vennero fatti il 27 ottobre 1917, quando si svolse un incontro a Dublino che venne fatto coincidere con una conferenza del Sinn Féin. Quasi 250 persone parteciparono all'incontro, e molti altri non poterono partecipare perché detenuti. In effetti, il Royal Irish Constabulary stimò che 162 compagnie di volontari fossero attive nel paese, anche se altre fonti suggeriscono una cifra superiore di 390.
Gli atti vennero presieduti da Éamon de Valera, che era stato eletto presidente del Sinn Féin il giorno prima. Sulla tribuna salirono anche Cathal Brugha e molti altri personaggi importanti nella riorganizzazione dei Volontari avvenuta nei mesi precedenti, molti dei quali erano ex prigionieri. Venne eletto anche un esecutivo nazionale, composto da rappresentanti provinciali (compresa Dublino). Inoltre, vennero eletti un certo numero di direttori, per guidare i vari dipartimenti dell'IRA. Gli eletti furono: Michael Collins (Direttore per l'organizzazione); Diarmuid Lynch (Direttore per le Comunicazioni); Michael Staines (Direttore per i Rifornimenti); Rory O'Connor (Direttore del Genio).
Seán McGarry venne votato Segretario Generale, mentre Cathal Brugha divenne Presidente dell'Esecutivo Residente, cosa che lo rendeva in pratica Capo di Stato Maggiore. Gli altri membri eletti furono: M. W. O'Reilly (Dublino), Austin Stack (Kerry), Con Collins (Limerick), Seán MacEntee (Belfast), Joe O'Doherty (Donegal), Paul Galligan (Cavan), Eoin O'Duffy (Monaghan), Seamus Doyle (Wexford), Peadar Bracken (Offaly), Larry Lardner (Galway), Dick Walsh (Mayo) e un altro membro dal Connacht. Ci furono sei cooptati per ottenere il numero pieno quando i direttori vennero nominati dai ranghi dell'esecutivo. I sei erano: Eamonn Duggan, Gearóid O'Sullivan, Fintan Murphy, Diarmuid O'Hegarty, Dick McKee e Paddy Ryan. Dei 26 eletti, sei erano anche membri dell'Esecutivo Nazionale del Sinn Féin, e undici erano stati eletti nelle elezioni generali del Regno Unito del 1918.

## Il Dáil Éireann e l'IRA
I membri del parlamento del Sinn Féin eletti nel 1918 mantennero la loro promessa elettorale di non occupare i loro seggi a Westminster, ma di istituire invece un'"Assemblea d'Irlanda" indipendente o Dáil Éireann, in gaelico. Il 21 gennaio 1919, questo nuovo parlamento non ufficiale si riunì nella Mansion House di Dublino. Come primo atto, il Dáil elesse un primo ministro (Priomh Aire), Cathal Brugha, e varò un Gabinetto, presieduto da de Valera, chiamato Aireacht. In teoria, l'IRA era responsabile verso il Dail ed era l'esercito della Repubblica Irlandese. In pratica, il Dail ebbe grandi difficoltà nel controllare le azioni dei Volontari.
La nuova leadership della Repubblica Irlandese era preoccupata che l'IRA non avrebbe accettato la sua autorità, dato che i Volontari, in base alla loro costituzione, erano vincolati ad obbedire al loro esecutivo e non ad altri organi. La paura crebbe quando, il giorno stesso in cui si radunava il nuovo parlamento nazionale, un'unità dell'IRA di Tipperary al comando di Sean Tracy e Dan Breen, agendo di propria iniziativa, uccise due poliziotti del Royal Irish Constabulary (James McDonnell e Patrick O'Connell) che stavano scortando un carico di esplosivo.
Tecnicamente, gli uomini coinvolti erano in grave violazione della disciplina dell'IRA ed erano passibili di finire davanti alla corte marziale, ma si considerò più efficace politicamente portarli ad esempio di patriottismo militante. Il conflitto si trasformò subito in guerriglia sia nelle aree urbane che nelle zone rurali, dove operavano quelle che erano note come le flying columns (gruppi di una trentina di unità che si spostavano in continuazione per attaccare obiettivi governativi). Gli attacchi a caserme isolate del Royal Irish Constabulary (RIC) continuarono per tutto il 1919 e 1920, costringendo la polizia a consolidarsi difensivamente nelle città più grandi, lasciando in pratica grandi aree della campagna nelle mani dei repubblicani (soprattutto nella zona del Munster, in particolare nel Kerry e nel West.
I passi per trasformare l'IRA nell'esercito del Dáil erano iniziati prima degli attacchi di gennaio e vennero intensificati. Il 31 gennaio l'organo dell'IRA, An t-Óglách, che significa Il Volontario, pubblicò un elenco di principi concordati dall'esecutivo con due rappresentanti dell'Áireacht, Cathal Brugha e Richard Mulcahy. In esso si menzionava per la prima volta che l'organizzazione avrebbe trattato "le forze armate del nemico — che fossero soldati o poliziotti — esattamente come un esercito nazionale avrebbe trattato i membri di un esercito invasore".
Un articolo dell'An t-Óglách dichiarava che:
"Il Governo Irlandese rivendica lo stesso potere e autorità di qualsiasi altro governo legalmente costituito; esso sancisce l'impiego da parte dei Volontari Irlandesi delle misure più drastiche contro i nemici dell'Irlanda... all'Inghilterra va data la scelta di evacuare la nazione o tenerla con guarnigioni straniere, con uno stato perpetuo di guerra in atto."
Nella dichiarazione la nuova relazione tra l'Aireacht e l'IRA veniva definita chiaramente.
- Il Governo era definito come in possesso dello stesso potere e autorità di un governo normale.
- Esso, e non l'IRA, sanciva la campagna dell'IRA;
- Si parlava esplicitamente di uno stato di guerra.

Come parte della strategia in corso per prendere il controllo dell'IRA, Brugha propose al Dáil Éireann, il 20 agosto 1919, che ai Volontari venisse chiesto, nel congresso successivo, di giurare fedeltà al Dáil. Egli propose inoltre che gli stessi membri del Dáil dovessero prestare lo stesso giuramento. Il 25 agosto Collins scrisse al Primo Ministro, Eamon de Valera, per informarlo che "la questione dei Volontari era sistemata".
Comunque, continuò la lotta di potere tra Brugha e Collins, entrambi ministri di gabinetto, su chi avesse l'influenza maggiore sull'IRA. Brugha era nominalmente il superiore in quanto Ministro della Difesa, ma la base di potere di Collins derivava dalla sua posizione come Direttore per l'Organizzazione dell'IRA e come membro del Consiglio Supremo della IRB, di cui era il Presidente (e anche dal fatto che era sempre disponibile per i combattenti che lo consideravano uno di loro). Anche De Valera mal sopportava il chiaro potere e l'influenza di Collins, che considerava provenienti più dall'IRB (che, in quanto società segreta non godeva della sua simpatia) che dalla sua posizione di deputato del Dail e ministro dell'Aireacht. Brugha e de Valera fecero entrambi pressione sull'IRA perché intraprendesse azioni militari di stampo più convenzionale per questioni di propaganda, ma vennero ignorati da Collins e Mulcahy. Brugha a un certo punto propose l'assassinio dell'intero consiglio dei ministri britannico. La cosa venne scartata a causa del presunto effetto negativo sull'opinione pubblica britannica. Inoltre, alcuni membri del Dail, in particolare Arthur Griffith, non approvavano totalmente la violenza dell'IRA e avrebbero preferito una campagna di resistenza passiva al dominio britannico.
In pratica, l'IRA era comandata da Collins, con Richard Mulcahy come secondo in comando. Questi uomini, rispettati dai Volontari che li consideravano veri combattenti come loro a differenza del "politico" de Valera, erano in grado di emanare ordini e direttive alle unità dell'IRA in tutto il paese e inviavano armi e organizzatori in aree specifiche. Comunque, a causa del carattere locale e irregolare della guerra, erano in grado di esercitare solo un controllo limitato sui comandanti locali dell'IRA, come Tom Barry e Liam Lynch a Cork, Sean McEoin a Longford e Frank Aiken in South Armagh.

## La guerra d'indipendenza

### Campagna e organizzazione dell'IRA

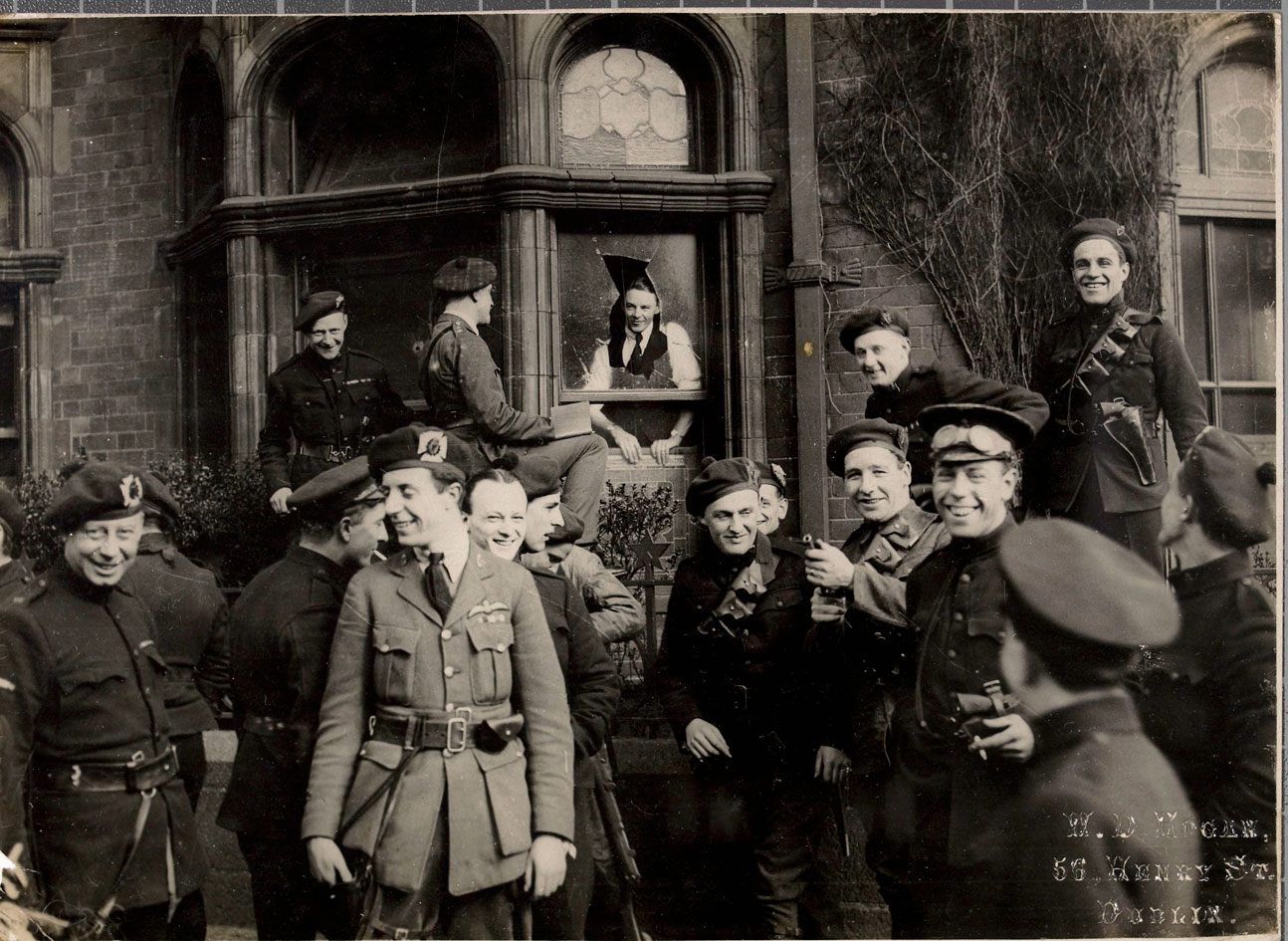
Membri del Royal Irish Constabulary in un momento di pausa dopo un attentato subito da parte dell'IRA, 11 aprile 1921 (London and North Western Hotel, North Wall, Dublino)

L'IRA condusse una campagna di guerriglia contro le forze della Corona Britannica in Irlanda dal 1919 al luglio del 1921. Il periodo più intenso della guerra fu dal novembre del 1920 al luglio del 1921, quando furono uccisi oltre tre quarti dei circa 1.500 che morirono in guerra. La campagna dell'IRA può essere grossomodo divisa in tre fasi. La prima, nel 1919, riguardò la riorganizzazione dei Volontari Irlandesi come esercito guerrigliero. Organizzatori come Ernie O'Malley vennero inviati in tutto il paese per istruire le unità sulle tecniche della guerriglia. Sulla carta, c'erano circa 100.000 Volontari arruolati dopo la Crisi della coscrizione del 1918.
Comunque, solo circa 15.000 di questi parteciparono attivamente alla guerra. Nel 1919, Collins, in qualità di Direttore dell'Intelligence dell'IRA, organizzò la "Squad" - un'unità, con base a Dublino, specializzata nell'assassinio di agenti e spie; Stephen Behan, padre del drammaturgo irlandese Brendan Behan, fu un membro di questa squadra. Tipico del sardonico humour dublinese e anche perché all'inizio era composta da 12 membri, la squadra veniva spesso indicata come i Dodici Apostoli. In aggiunta, ci furono azioni armate contro le caserme del Royal Irish Constabulary per impossessarsi di armi. Per la fine del 1919, quattro uomini della Dublin Metropolitan Police e 11 del RIC erano stati uccisi. Il RIC abbandonò molte delle sue piccole caserme rurali alla fine del 1919. Circa 400 di queste vennero date alle fiamme in un'operazione coordinata dell'IRA in tutto il paese, nell'aprile del 1920.
La seconda fase della campagna dell'IRA, all'incirca da gennaio a luglio 1920, riguardò attacchi alle caserme fortificate della polizia situate nelle città. Tra gennaio e giugno 1920, sedici di queste vennero distrutte e ventinove furono gravemente danneggiate. Diversi eventi alla fine del 1920 fecero intensificare il conflitto. In primo luogo i britannici dichiararono la legge marziale in alcune parti del paese, permettendo l'internamento e l'esecuzione di uomini dell'IRA. In secondo luogo dispiegarono in Irlanda delle forze paramilitari, i Black and Tans e l'Auxiliary Division, e aumentarono il numero delle truppe. Quindi la terza fase della guerra (all'incirca dall'agosto 1920 al luglio 1921) vide l'IRA scontrarsi con una forza britannica aumentata e agguerrita, costretta ad abbandonare gli attacchi a caserme ben difese e usando invece tattiche di agguato. Per questo fine l'IRA venne riorganizzata in "colonne volanti" - unità di guerriglia permanente, solitamente composte da 20-30 uomini, anche se talvolta più corpose. Nelle aree rurali, le colonne volanti erano solitamente basate in remote aree montagnose.
Nonostante gran parte del paese fu teatro di qualche violenza nel 1919-1921, il grosso della guerra venne combattuto a Dublino e nella provincia meridionale di Munster. Nel Munster, l'IRA portò avanti un significativo numero di azioni di successo contro le truppe britanniche, ad esempio l'agguato e uccisione di 18 Ausiliari da parte della colonna di Tom Barry a Kilmicheal, nel West Cork, nel novembre 1920 (episodio questo richiamato da Ken Loach nel suo film The wind that shakes the barley (Il vento che accarezza l'erba), palma d'oro a Cannes nel 2006, o l'uccisione di 13 soldati britannici da parte degli uomini di Liam Lynch nei pressi di Millstreet all'inizio dell'anno seguente. A Crossbarry, nel 1921, circa 100 uomini agli ordini di Tom Barry combatterono in un famoso scontro con una colonna britannica di 1.200 uomini, sfuggendo alla manovra di accerchiamento dei britannici. A Dublino, la "Squad" e elementi della Brigata Dublino dell'IRA vennero amalgamati nella "Active Service Unit" comandata da Oscar Traynor, che cercò di eseguire almeno tre attacchi al giorno contro truppe britanniche. Solitamente questi consistevano in attacchi con granate o colpi d'arma da fuoco contro pattuglie britanniche. Fuori da Dublino e Munster, ci furono solo aree isolate di attività intensa.
Ad esempio, l'IRA di Longford comandata da Sean MacEoin eseguì un numero di imboscate ben progettate e difese con successo il villaggio di Ballinalee in una battaglia di tre ore contro i Black and Tans che cercavano la rappresaglia. Nel Mayo azioni di guerriglia su vasta scala scoppiarono nella primavera del 1921, quando due colonne britanniche vennero assalite a Carrowkennedy e Tourmakeady. Altrove i combattimenti furono più sporadici e meno intensi. A Belfast la guerra ebbe un suo carattere particolare. La città aveva una maggioranza protestante e unionista e alle azioni dell'IRA seguivano feroci rappresaglie contro la popolazione cattolica, comprendenti omicidi e l'incendio di molte case. L'IRA a Belfast, e nel nord in generale, fu quindi più impegnata nel proteggere la comunità cattolica dai lealisti e dalle forze statali. La violenza nella sola Belfast, a differenza che nel resto del paese, continuò ben oltre la tregua causando 450 vittime, principalmente civili.
Nell'aprile del 1921, l'IRA venne nuovamente riorganizzata, secondo le indicazioni del Dáil, sull'esempio di un esercito regolare. Vennero create Divisioni in base alla regione di appartenenza, con comandanti a cui veniva data responsabilità, in teoria, per aree geografiche più vaste. In pratica, questo ebbe poco effetto sulla natura localizzata della guerriglia. Nel maggio 1921, l'IRA a Dublino attaccò e diede alle fiamme il palazzo della Dogana (Custom House), subendo l'uccisione di cinque uomini e la cattura di altri ottanta, un duro colpo per l'organizzazione in città.
Verso fine della guerra, nel luglio 1921, l'IRA era pressata molto duramente dal dispiegamento di altre truppe britanniche nelle aree più attive e da una scarsità cronica di armi e munizioni. Si è stimato che l'IRA avesse solo circa 3.000 fucili (in gran parte catturati ai britannici) durante la guerra, con un numero leggermente superiore di doppiette e pistole. Un piano ambizioso per far arrivare armi dall'Italia, nel 1921, fallì quando i soldi non raggiunsero i trafficanti di armi. Verso la fine della guerra, alcuni mitragliatori Thompson (quelli resi famosi dai gangster statunitensi) vennero importati dagli USA, ma 450 di questi vennero intercettati dalle autorità statunitensi e il resto raggiunse l'Irlanda solo poco prima della tregua. Nel giugno del 1921, la valutazione di Collins era che l'IRA si trovava a settimane, forse addirittura a giorni, dal collasso. Le rimanevano poche armi e munizioni. Inoltre quasi 5.000 uomini dell'IRA erano stati imprigionati e oltre 500 uccisi. Collins e Mulcahy stimarono che il numero di combattenti effettivi fosse sceso a 2-3.000. Comunque nell'estate del 1921, arrivò una tregua.

### Atrocità da ambo le parti
La guerra d'indipendenza irlandese originò anche situazioni brutali e sanguinose, con violenza e atti di estrema brutalità da ambo le parti. I britannici inviarono centinaia di veterani della I guerra mondiale per assistere il RIC. I veterani inizialmente indossavano una combinazione di uniformi nere della polizia e di uniformi marroni dell'esercito (a causa della penuria), fatto questo che ispirò il soprannome Black and Tans (da una razza di cani bicolore). La brutalità dei Black and Tans è leggendaria in Irlanda, anche se le repressioni più spietate attribuite alle forze della Corona furono spesso quelle delle divisioni ausiliarie del RIC. Uno dei critici più duri dei Black and Tans fu re Giorgio V del Regno Unito. Quando il Lord Mayor di Cork, Terence MacSwiney, stava morendo per lo sciopero della fame nel carcere inglese di Brixton, il re in persona intervenne per cercare di far rilasciare MacSwiney dalla prigione ma fu tutto inutile e MacSwiney morì dopo 74 giorni di digiuno.
Un altro critico della strategia britannica in Irlanda era Sir Samuel Hoare, futuro ministro britannico, il quale disse che:
 Le tipiche rappresaglie britanniche prevedevano l'incendio di case e imprese, i cui proprietari spesso non avevano alcun legame con l'IRA. Inoltre, dopo l'agosto del 1920, i britannici iniziarono a giustiziare i prigionieri dell'IRA. L'IRA rispose uccidendo i soldati britannici che riusciva a catturare. Spie e presunte spie venivano uccise dall'IRA e gettate ai bordi delle strade come monito per gli altri. Si è anche sostenuto che molti uomini dell'IRA colsero l'occasione per uccidere persone con le quali avevano rancori personali, in particolare se erano protestanti.
Nelle prime ore di domenica 21 novembre 1920, la "Squad" di Collins, grazie alle informazioni fornite dall'efficientissima rete di agenti messa in piedi da Collins, uccise 19 agenti britannici, alcuni davanti alle proprie mogli o fidanzate. Per rappresaglia, quello stesso pomeriggio, le forze britanniche aprirono il fuoco sul pubblico di una partita di calcio gaelico tra Dublino e Tipperary a Croke Park, uccidendo 14 civili, tra i quali un giocatore del Tipperary, Michael Hogan, al quale è stata intitolata una tribuna dello stadio. Quella stessa sera due importanti esponenti repubblicani (Dick McKee e Peadar Clancy, rispettivamente Officer Commanding, comandante, e Adjutant, secondo in comando, della Dublin Brigade, amici e stretti collaboratori di Collins) e un loro amico, che erano stati arrestati la sera prima, vennero uccisi in una caserma, come riferirono le autorità, "mentre cercavano di scappare". Il 21 novembre 1920 divenne noto come Bloody Sunday, prima che la sua notorietà venisse offuscata da un altro Bloody Sunday, il 30 gennaio 1972 a Derry.
L'IRA venne anche coinvolta nella distruzione di molte ville di campagna nel Munster. Queste appartenevano a importanti lealisti che stavano aiutando le forze della Corona, e venivano bruciate per scoraggiare la politica britannica di distruggere le case dei repubblicani, reali o sospetti. Molti edifici storici in Irlanda vennero distrutti durante la guerra, il più famoso dei quali è la Custom House di Dublino, che venne attaccata su insistenza di de Valera, mentre il più militarmente esperto Collins si era opposto, non credendo nell'efficacia di queste azioni su larga scala. Come quest'ultimo temeva, l'operazione si rivelò una "vittoria di Pirro" per i repubblicani, che persero, tra morti e arrestati quasi 100 uomini, un durissimo colpo per l'IRA di Dublino.
Questo fu anche un periodo di agitazione sociale in Irlanda, con scioperi frequenti e altre manifestazioni di conflitti di classe. A questo riguardo, l'IRA agì in buona parte come agente di controllo sociale e stabilità, spinta dal bisogno di preservare l'unione interclassista nella lotta nazionale, e venendo occasionalmente usata per far cessare gli scioperi.

### Bilancio
La valutazione dell'efficacia della campagna dell'IRA è variabile. L'IRA non riuscì mai a sconfiggere i militari britannici in Irlanda in senso classico, né fu mai in una posizione per affrontarli in una guerra convenzionale. Richard Mulcahy affermò che non erano stati in grado di scacciare i britannici "fuori da niente di più che un buon numero di caserme". D'altra parte, la guerriglia del 1919-21 aveva reso l'Irlanda ingovernabile se non con mezzi militari. Il costo politico, militare e finanziario del restare in Irlanda furono più alti di quanto il governo britannico fosse preparato a pagare, e questo in un certo senso li costrinse a negoziare con i leader politici irlandesi. Secondo lo storico Michael Hopkinson, la guerriglia, "fu spesso coraggiosa ed efficace" (Hopkinson, Irish War of Independence, p204). Un altro storico, David Fitzpatrick, nota che, "I guerriglieri...erano ampiamente superati in numero dalle forze della Corona...il successo dei Volontari Irlandesi nel sopravvivere così a lungo è quindi degno di nota" (Bartlett, Military History of Ireland, p 406).

## Tregua e trattato
David Lloyd George, primo ministro britannico dell'epoca, si trovò sotto una sempre maggiore pressione (sia internazionale che interna) per cercare di salvare qualcosa dalla situazione. Questo fu un rovesciamento completo della sua posizione precedente. Fino ad allora aveva continuato a riferirsi all'IRA come ad una "banda omicida". Un inatteso ramoscello di ulivo venne teso dal Re Giorgio V, che in un discorso a Belfast invitò alla riconciliazione da ambo le parti, cambiando il clima e permettendo ai governi britannico e irlandese repubblicano di concordare una tregua. Questa venne dichiarata l'11 luglio 1921. Tre giorni prima de Valera aveva incontrato il generale Macready, comandante della guarnigione britannica in Irlanda, per concordarne i termini. L'IRA avrebbe conservato le sue armi e l'esercito britannico sarebbe rimasto confinato nelle caserme per la durata dei negoziati di pace. Molti ufficiali dell'IRA interpretarono la tregua solo come una temporanea interruzione dei combattimenti e continuarono a reclutare e addestrare i volontari, con il risultato che l'IRA era cresciuta fino a 72.000 uomini per l'inizio del 1922.

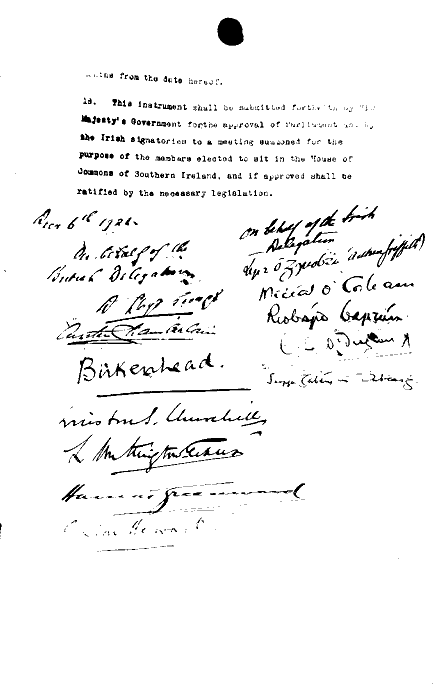
L'ultima pagina firmata del Trattato Anglo-Irlandese.

I negoziati del Trattato Anglo-Irlandese si svolsero a Londra nel dicembre del 1921. La delegazione irlandese era guidata da Arthur Griffith e Michael Collins.
La parte più controversa del trattato, per l'IRA, fu il fatto che il nuovo Stato non sarebbe stato una Repubblica, ma si sarebbe chiamato Stato Libero d'Irlanda (Saorstat Eireann) e avrebbe avuto lo status di dominion all'interno del Commonwealth britannico, e il fatto che i parlamentari avrebbero dovuto pronunciare un giuramento di fedeltà al Re, che rimaneva formalmente il Capo dello Stato. Queste questioni furono la causa di una spaccatura nell'IRA e in ultima analisi della guerra civile irlandese.
In base al Government of Ireland Act 1920, l'Irlanda era stata divisa, creando una Irlanda del Nord e una Irlanda del Sud. In base ai termini dell'accordo Anglo-Irlandese del 6 dicembre 1921, che pose fine alla guerra, all'Irlanda del Nord venne data l'opzione di ritirarsi dal nuovo Stato, lo Stato Libero d'Irlanda, e rimanere parte del Regno Unito. Il parlamento dell'Irlanda del Nord, a maggioranza protestante, si pronunciò in quel senso. Una commissione per i confini (Boundary Commission) venne isitituita per rivedere i confini.
I leader irlandesi si aspettavano che la commissione avrebbe ridotto talmente le dimensioni dell'Irlanda del Nord, trasferendo le aree nazionaliste dell'Irlanda del Nord (come la zona del Fermanagh, Derry e la parte meridionale della contea di Armagh) allo Stato Libero d'Irlanda, da renderla economicamente insostenibile. La divisione non fu il punto chiave di rottura tra gli attivisti pro e contro il trattato; entrambe le parti si aspettavano che la Commissione sui confini avrebbe "castrato" l'Irlanda del Nord. Inoltre, Michael Collins stava progettando una campagna di guerriglia clandestina contro lo Stato del Nord usando l'IRA. All'inizio del 1922, egli inviò unità dell'IRA sulle zone di confine e inviò armi alle unità settentrionali. Per questo motivo non fu la spartizione del paese la causa principale della guerra civile. Fu solo successivamente, quando la spartizione venne confermata, che la divisione del paese divenne causa degli attacchi dei contrari al Trattato.

## L'IRA e il trattato
La leadership dell'IRA era profondamente divisa sulla decisione del Dáil di ratificare il trattato. Nonostante il fatto che Michael Collins — di fatto capo dell'IRA e venerato da molti combattenti in tutta l'isola — avesse negoziato il trattato, molti ufficiali dell'IRA erano contro di esso. Dello staff del Quartier Generale, nove membri erano in favore del trattato, mentre quattro si opponevano. Durante i primi mesi del 1922 il malcontento di coloro che si opponevano al Trattato si trasformò in una sfida aperta al Governo Provvisorio d'Irlanda eletto regolarmente.
La parte anti-trattato sostenne che la fedeltà dell'IRA era verso il Dáil della Repubblica irlandese e la decisione del Dáil di accettare il trattato significava che l'IRA non doveva più fedeltà a quell'organo. Essi richiesero all'IRA di sottrarsi all'autorità del Dáil e di affidare all'esecutivo dell'IRA il controllo sull'esercito. Il 16 gennaio la II Divisione Sud di Ernie O'Malley ripudiò l'autorità del quartier generale. Un mese dopo, il 18 febbraio, Liam Forde, OC (Officer Commanding) della Brigata Mid-Limerick dell'IRA, emise un proclama in cui dichiarava: "Non riconosciamo più l'autorità dell'attuale capo dell'esercito, e rinnoviamo la nostra fedeltà alla Repubblica Irlandese".
Il 22 marzo, Rory O'Connor, uno dei leader dell'IRA contrari al Trattato, tenne quella che sarebbe diventata una famosa conferenza stampa e dichiarò che l'IRA non avrebbe più obbedito al Dail, in quanto questo aveva violato il suo giuramento di fedeltà alla Repubblica Irlandese. Egli proseguì dicendo che "noi ripudiamo il Dáil ... Noi istituiremo un esecutivo che emanerà ordini all'IRA in tutta la nazione". In risposta alla domanda se questo significasse che intendevano creare una dittatura militare, O'Connor disse: "Potete considerarlo come volete."
Il 28 marzo l'esecutivo dell'IRA (anti-trattato) emise una dichiarazione che affermava che il Ministro della Difesa (Richard Mulcahy) e il Capo di Stato Maggiore (Eoin O'Duffy) non esercitavano più alcun controllo sull'IRA. In aggiunta si ordinava una fine del reclutamento nelle nuove forze armate e di polizia del governo provvisorio. Esso istruiva inoltre tutte le unità dell'IRA a riaffermare la loro fedeltà alla Repubblica Irlandese il 2 aprile.
Era tutto pronto per la guerra civile.

## Guerra civile
La parte dell'IRA a favore del trattato divenne ben presto il nucleo del nuovo Irish National Army creato da Collins e Mulcahy. La pressione del governo britannico, che esigeva che il Governo Provvisorio ristabilisse la propria autorità e disarmasse i ribelli, e le tensioni tra le fazioni dell'IRA pro e contro il trattato, portarono ad una sanguinosa guerra civile in cui compagni che fino a qualche mese prima avevano combattuto fianco a fianco si spararono addosso e che finì con la sconfitta della fazione contraria al trattato. Circa 7-8.000 membri dell'esercito nazionale dello Stato Libero d'Irlanda erano ex volontari dell'IRA. Dall'altra parte, circa 15.000 uomini combatterono per la parte contraria al trattato. Il 24 maggio 1923 Frank Aiken, repubblicano del South Armagh e Capo di Stato Maggiore dell'IRA (anti-trattato), dichiarò un cessate-il-fuoco e ordinò a tutte le unità di mettere da parte armi e altro materiale bellico. Molti uomini dell'IRA abbandonarono completamente l'attività politica, ma una minoranza continuò ad insistere che il nuovo Stato Libero d'Irlanda, creato da un trattato "illegittimo", era uno Stato senza legittimazione. Essi affermavano che il loro "Esecutivo dell'IRA" era il vero governo dell'ancora esistente Repubblica Irlandese. L'IRA della guerra civile e le organizzazioni successive che hanno usato quel nome hanno tutte rivendicato la discendenza da quel gruppo, che viene trattato esaurientemente in "Irish Republican Army (1922-1969)".